# Jorge I, Duque de Saxe-Meiningen
Jorge Frederico Carlos de Saxe-Meiningen (em alemão: Georg Friedrich Karl von Sachsen-Meiningen; 4 de Fevereiro de 1761 - 24 de Dezembro de 1803) foi duque de Saxe-Meiningen entre 1782 e 1803. Ficou conhecido como um reformador e era visto como um príncipe-modelo por muitos dos seus pares.

## Família
Jorge era o quarto filho, mas segundo sobrevivente de António Ulrico, Duque de Saxe-Meiningen e da princesa Carlota Amália de Hesse-Philippsthal. Quando nasceu, o seu pai já tinha setenta-e-três anos de idade e morreu quando Jorge tinha apenas dois anos de vida.

## Reinado
Jorge sucedeu ao seu irmão mais velho e sem filhos, Carlos Guilherme, em 1782. Governou seguindo os princípios do "absolutismo iluminado", dando particular importância à educação dos seus súbditos. Deu início à construção de uma escola secundária que, mais tarde, recebeu o nome de Bernhardium, em homenagem ao seu único filho varão. Jorge I também abriu a biblioteca do ducado ao público, reformou as práticas da igreja protestante dentro dos seus territórios e deu início a novas políticas sociais. Também publicou várias teses filosóficas recorrendo a um pseudónimo. Devido a tudo isto, muitos príncipes da época viam-no como um governante-modelo e, durante o seu reinado, o seu ducado atingiu o apogeu da sua fama como ducado iluminado.

## Casamento e descendência
Jorge casou-se em Langenburg, no dia 27 de Novembro de 1782, com a princesa Luísa Leonor de Hohenlohe-Langenburg. A sua primeira filha viria a nascer apenas dez anos depois do casamento:
1. Adelaide Luísa Teresa Carolina Amália (13 de Agosto de 1792 - 2 de Dezembro de 1849), casada no dia 11 de Julho de 1818 com o duque da Clarence, depois rei Guilherme IV do Reino Unido.
2. Ida (25 de Junho de 1794 - 4 de Abril de 1852), casada no dia 30 de Maio de 1816 com o príncipe Bernardo de Saxe-Weimar-Eisenach.
3. Natimorto (16 de Outubro de 1796).
4. Bernardo II de Saxe-Meiningen (17 de Dezembro de 1800 - 3 de Dezembro de 1882).

## Genealogia
| Jorge I, Duque de Saxe-Meiningen | Pai: António Ulrico, Duque de Saxe-Meiningen | Avô paterno: Bernardo I, Duque de Saxe-Meiningen     | Bisavô paterno: Ernesto I, Duque de Saxe-Gota                            |
| Jorge I, Duque de Saxe-Meiningen | Pai: António Ulrico, Duque de Saxe-Meiningen | Avô paterno: Bernardo I, Duque de Saxe-Meiningen     | Bisavó paterna: Isabel Sofia de Saxe-Altemburgo                          |
| Jorge I, Duque de Saxe-Meiningen | Pai: António Ulrico, Duque de Saxe-Meiningen | Avó paterna: Isabel Leonor de Brunswick-Wolfenbüttel | Bisavô paterno: António Ulrich, Duque de Brunsvique-Luneburgo            |
| Jorge I, Duque de Saxe-Meiningen | Pai: António Ulrico, Duque de Saxe-Meiningen | Avó paterna: Isabel Leonor de Brunswick-Wolfenbüttel | Bisavó paterna: Isabel Juliana de Schleswig-Holstein-Sønderburg-Nordborg |
| Jorge I, Duque de Saxe-Meiningen | Mãe: Carlota Amália de Hesse-Philippsthal    | Avô materno: Carlos I, Conde de Hesse-Philippsthal   | Bisavô materno: Filipe, Conde de Hesse-Philippsthal                      |
| Jorge I, Duque de Saxe-Meiningen | Mãe: Carlota Amália de Hesse-Philippsthal    | Avô materno: Carlos I, Conde de Hesse-Philippsthal   | Bisavó materna: Catarina de Solms-Laubach                                |
| Jorge I, Duque de Saxe-Meiningen | Mãe: Carlota Amália de Hesse-Philippsthal    | Avó materna: Carolina Cristina de Saxe-Eisenach      | Bisavô materno: João Guilherme III, Duque de Saxe-Eisenach               |
| Jorge I, Duque de Saxe-Meiningen | Mãe: Carlota Amália de Hesse-Philippsthal    | Avó materna: Carolina Cristina de Saxe-Eisenach      | Bisavó materna: Cristina Juliana de Baden-Durlach                        |